# Carme Chacón
Carme María Chacón Piqueras (Esplugues de Llobregat, 13 maart 1971 – Madrid, 9 april 2017) was een Spaans politica. 
Carme Chacón was lid van de PSC, de Catalaanse socialistische partij die zeer nauw samenwerkt met de PSOE, de Spaanse landelijke socialistische partij, en werd verkozen in de kieskring Barcelona voor het congres. In de tweede regeerperiode van Luis Zapatero was ze minister van Defensie, tussen april 2008 en december 2011. Ze was de eerste vrouwelijke minister van Defensie in Spanje. 

## Loopbaan

### Jeugd en opleiding
Hoewel bekenden haar omschreven als een verlegen persoon, deed haar zelfverzekerde publieke optreden dit niet vermoeden. Op haar 18e werd Chacón al lid van de Joventudes Socialistas, de jeugdbeweging van de PSOE. Carme Chacón studeerde af in de rechten en was professor constitutioneel recht aan de Universiteit van Gerona. In die hoedanigheid doceerde ze ook in Engeland, Zwitserland en Canada. Daarnaast was ze in 1996 internationaal waarnemer in Bosnië en Herzegovina en het jaar daarop in Albanië, namens de OVSE. 
Haar politieke carrière begon in 1999 toen ze in haar geboortestad Esplugues de Llobregat tot gemeenteraadslid werd gekozen. In korte tijd ontwikkelde ze zich tot "een van de belangrijkste nieuwe zwaargewichten van het project van de socialistische partij", in de woorden van Zapatero . Al in 1998 kon ze zitting nemen in het dagelijks bestuur van de PSOE. Na de verkiezingswinst van de PSOE in 2004 ging het haar carrière voor de wind, en in 2007 werd ze uiteindelijk benoemd tot minister van Volkshuisvesting. Hoewel ze in socialistische kring doorging voor een beschermelinge van Zapatero, noemde ze zelf Felipe González haar grote voorbeeld. 

### Ministerschap
Als minister van Volkshuisvesting werd ze bekend door haar ambitieuze project de huizen- en huurprijzen te verlagen om ook de jongere generatie betere toegang te geven tot die markt. De Ley de Ayuda al Alquiler ('huursubsidiewet') leverde haar het respect van veel jongeren op.
Bij de landelijke verkiezingen in 2008 wist ze als lijsttrekster van de PSC 25 zetels binnen te halen, wat het record van de verkiezingen van 1982 evenaarde. Niet alleen was Chacón bij haar benoeming in 2008 tot minister van Defensie door José Luis Rodríguez Zapatero in zijn tweede regering de eerste vrouw die in Spanje deze functie vervult, ook was ze de eerste bewindsvrouw die met zwangerschapsverlof ging tijdens haar termijn: Alfredo Rubalcaba, minister van Binnenlandse Zaken, verving haar in mei en juni 2008 aan het hoofd van haar departement. 
Nadat Zapatero begin 2011 aankondigde niet herkiesbaar te zijn, gaf Chacón aan lijsttrekker te willen worden van de socialistische partij. Toen een aantal partijbaronnen hier echter een verkiezing over wilden forceren, gaf ze dit idee op ten gunste van Rubalcaba, die het in de verkiezingsstrijd af zou leggen tegen Mariano Rajoy. Daarna was Chacón kandidaat om Zapatero op te volgen en de partij te gaan leiden, maar in 2012 werd in een partijcongres Rubalcaba gekozen om ook dit te gaan doen.
In juni 2015 werd Chacón lijsttrekker van de PSC, de Catalaanse zusterpartij van de PSOE, voor de nationale parlementsverkiezingen van 2015. 

## Persoonlijk leven
Chacón was getrouwd met Miguel Barroso, voormalig communicatiechef van Zapatero, met wie zij een kind had. In juli 2016 kondigde het stel hun scheiding aan. Ze hield van lezen, en dan met name poëzie. Ze dichtte zelf ook. In interviews verwees ze graag naar grote literaire namen, zoals Simone de Beauvoir. 
Op 9 april 2017 stierf Chacón op 46-jarige leeftijd in haar woning in Madrid aan een erfelijke hartaandoening.
- Biblioteca Nacional de España: XX1231424
- Bibliothèque nationale de France: cb16573025c (data)
- Catàleg d'autoritats de noms i títols de Catalunya: 981058529306706706
- Gemeinsame Normdatei: 1129568482
- International Standard Name Identifier: 0000 0003 6772 7434
- Library of Congress Control Number: n2019064954
- Nederlandse Thesaurus van Auteursnamen: 400205998
- Istituto Centrale per il Catalogo Unico: UTOV563610
- Système universitaire de documentation: 155901788
- Virtual International Authority File: 232296517